# Пажман
Пажман — починок в Кезском районе Удмуртской республики.

## География
Находится в северо-восточной части Удмуртии на расстоянии приблизительно 8 км на север-северо-запад по прямой от районного центра поселка Кез.

## История
Известен с 1678 года как деревня с 6 дворами. В 1717 году (уже Пажманская) учтено 5 дворов, в 1873 (Пижманская или Пажман) — 20, в 1905 — 33, в 1924 — 23. С 1935 года починок. До 2021 года входила в состав Ключевского сельского поселения.

## Население
Постоянное население составляло 15 человек (1717 год), 45 мужчин (1748), 222 человека (1873), 307 (1905), 178 (1924, все удмурты), 229 человек в 2002 году (удмурты 83 %), 160 в 2012.